# Zvjezdana pustinja
Zvjezdana pustinja (eng. stellar desert) je široki dio svemira blizu središta Kumove slame. U području zvanom unutarnji disk nalazi se "pustinja" koja je u potpunosti bez mladih zvijezda. U području širine 8000 - 16000 svjetlosnih godina, nisu nađene cefeide, vrsta mladih zvijezda.

## Vanjske poveznice
- Monthly Notices of the Royal Astronomical Society Noriyuki Matsunaga,  Michael W. Feast, Giuseppe Bono, Naoto Kobayashi, Laura Inno, Takahiro Nagayama, Shogo Nishiyama, Yoshiki Matsuoka i Tetsuya Nagata: A lack of classical Cepheids in the inner part of the Galactic disc, (October 11, 2016) 462 (1): 414-420. doi: 10.1093/mnras/stw1548, prvo objavljivanje 27. lipnja 2016.